# 奧萊什尼亞河
奧莱什尼亞河（烏克蘭語：Олешня），是烏克蘭的河流，位於該國東北部蘇梅州，屬於普肖爾河的右支流，發源自新錫奇附近，流經蘇梅區，河道全長40公里。